# Свиридов, Андрей Николаевич
Андре́й Никола́евич Свири́дов (род. 27 марта 1975, Могилёв) — белорусский спортсмен и характерный актёр. Известен исполнением роли Геннадия Виноградова в сериалах «Универ» и «СашаТаня» на телеканале «ТНТ».

## Биография
Родился 27 марта 1975 года в Могилёве. Его папа работал преподавателем, а мама занимала должность бухгалтера. 
C пяти лет занимался баскетболом, окончил Республиканское училище олимпийского резерва в Минске. Когда ему исполнилось 19 лет, он стал мастером спорта, членом молодёжной национальной сборной Белоруссии, двукратный чемпион СССР среди молодёжи, чемпион СНГ среди молодёжи, чемпион Белоруссии, чемпион Европы среди молодёжи (1994). Переехав в США, играл за баскетбольную команду «The George Washington University». В 25 лет спортивная карьера баскетболиста завершилась из-за полученных травм.
Прошёл обучение в актёрской школе в Лос-Анджелесе, снимался в рекламах и клипах известных зарубежных исполнителей. С 2004 снимается в кино и сериалах в характерных ролях, использующих его фактуру (рост 2 метра и крупное телосложение).
Приехал в Россию после приглашения Андрея Краско. Продолжил кинокарьеру типажа охранников и преступников. Популярность пришла после съёмок в сериале «Универ», где актер сыграл роль охранника Геннадия Виноградова у Сергеева Сильвестра Андреевича.

## Личная жизнь
В октябре 2014 года женился на Аполлинарии Бейлик. Свадьба прошла в Москве. В 2019 году пара развелась.

## Фильмография
- 1992 — Бойцовский дух — Борис
- 2004 — Истории с той стороны
- 2005—2006 — Не родись красивой — охранник бара
- 2005 — Кража — Мстислав
- 2007 — Наша Russia — фейс-контролёр клуба, в который пытались пройти Славик и Димон
- 2007 — Я остаюсь — конвоир
- 2007 — Неваляшка — Добрыня Улетаев
- 2007 — Дочки-матери — помощник Удальцова
- 2007 — Жёлтый дракон — здоровяк с букетом
- 2007 — Русалка — начальник охраны
- 2008 — Солдаты 14
- 2008 — Трюкачи
- 2008 — Позвони в мою дверь — «Медведь»
- 2008 — Счастливы вместе 3 — Вова, охранник «Сингапурчика»
- 2008 — Путейцы — Вася
- 2008—2011 — Универ — Геннадий Алексеевич Виноградов (Гена), охранник Сильвестра Андреевича
- 2008 — 2009 — Возьмите меня с собой — подручный Совка
- 2008 — Когда не хватает любви — Вован
- 2008 — Моя любимая ведьма — охранник клуба
- 2009 — Обитаемый остров — человек-волк
- 2009 — Участковая — отец девочки
- 2009 — Журов — Кача
- 2009 — Дикий — бандит
- 2010 — Черчилль — второй наёмник
- 2010 — Учитель в законе. Продолжение
- 2010 — Побег — заключённый, тюремный хормейстер
- 2010 — Братаны 2. Продолжение — Клон
- 2011 — Варенька. И в горе, и в радости
- 2011 — Лесник — Терещенко
- 2011 — Закрытая школа — Егор Крылов «Гном», мутант
- 2011 — Новая жизнь сыщика Гурова. Продолжение — второй амбал
- 2011 — Суперменеджер, или Мотыга судьбы — Иван
- 2011 — Объект 11 — бандит
- 2011 — Знахарь 2: Охота без правил — второй наёмник
- 2011 — Мой любимый раздолбай
- 2012 — Zолушка — Эдуардыч, работник ночного клуба
- 2012 — Самоубийцы — «Череп»
- 2012 — Кто, если не я? — «Нежный»
- 2012 — Мой капитан — Харитонов
- 2012 — Дорога на остров Пасхи — Михаил
- 2012 — Инспектор Купер — Стас
- 2012 — Trapped in perfection — охранник
- 2013 — Что творят мужчины! — «Вишенка», охранник Татьяны
- 2013 — Топтуны — Марат Шаркаев, майор
- 2013 — Схватка — «Мелкий»
- 2013 — Краплёный
- 2013—н. в. — СашаТаня — Геннадий Алексеевич Виноградов (Гена), охранник Сильвестра Андреевича
- 2013 — Братья по обмену — Гриша, охранник Чумакова
- 2013 — Кукловоды — задержанный в КПЗ
- 2014 — Петля времени — подручный «Соньки Золотой ручки»
- 2014 — Под прицелом — «Далёкий»
- 2014 — Господа-товарищи — «Бурый», сообщник Кошелькова
- 2014 — Дорога без конца — жених Маши
- 2014 — Вдова — Микола
- 2015 — Гороскоп на удачу — охранник Карякина
- 2015 — Закон каменных джунглей — Серёжа, защитник Назурука
- 2016 — Журналюги (на экраны не вышел) — Сергей Пономаренко, боксёр
- 2017 — Любовь в городе Ангелов — ларёчник
- 2017 — Легенда о Коловрате
- 2017 — Следствие ведёт Иннокентий Лисичкин — Виктор Краснов, напарник Лисичкина
- 2017 — Следователь Крылов — Фёдор Крылов, следователь, сотрудник убойного отдела Саратова
- 2018 — Тот, кто читает мысли (Менталист) (серия № 11 «Расплата за прошлое») — Сергей Игоревич Большак («Кинг-Конг»)
- 2019 — Полярный — Паша Мерседес
- 2020 — Русский рейд — крепкий акционер
- 2021 — Евгенич — Андрей Петрович (камео)
- 2021 — Полярный-2 — Паша Мерседес
- 2022 — Триггер-2 — Андрей, охранник
- 2022 — Второе зрение-2 — Коля
- 2023 — Ангелы района — Валентин Лосев
- 2023 — Быть — охранник
- 2023 — Камера Мотор — Немой
- 2023 — Кино про бандитов — Мясник
- 2023 — Разрешите обратиться — Михаил, охранник мэра и бандит
- 2024 — Постучись в мою Тверь
- 2024 — Тверская. Любой ценой — Димов
- 2025 — Сокровища гномов
- 2025 — Герои анекдотов
- 2025 — Мотай! — Немой
- 2025 — (Не)искусственный интеллект

## Музыкальные клипы
- 2003 — Клип Энрике Иглесиаса «Addicted» — охранник с собакой
- 2005 — Клип Робби Уильямса «Tripping» — женщина в лифте
- 2012 — Клип Slim «Звезды свет» — допрашивающий в камере

## Рекламные ролики
- 2014 — Winter Windows Fitting (Тёплый Монтаж) — рассказчик истории

## Телевидение
- 2013 — Уральские пельмени. Ёлочка, беги! — Снегурочка.
- 2023 — «Новые Звёзды в Африке» - Участник